# Tláhuac
Tláhuac Mexikóváros legkeletebbi kerülete. Lakossága 2010-ben meghaladta a 360 000 főt.

## Földrajz

### Fekvése
A Szövetségi Körzet keleti felén fekvő kerület mintegy harmada beépített terület, a többi főként mezőgazdasági hasznosítás alatt áll. Nagy része sík terület, de délnyugati csücskében a Teuhtli nevű vulkán emelkedik, északi határán pedig néhány, több száz méter relatív magasságú hegy: a Xaltepec, a Tetecón és a Guadalupe. A kerület fő vízfolyása három csatorna: az Amecameca, a Chalco és a Grande.

### Éghajlat
A kerület éghajlata meleg, de nem forró, és nyáron–ősz elején csapadékos. Minden hónapban mértek már legalább 32 °C-os hőséget, de a rekord nem érte el a 39 °C-ot. Az átlagos hőmérsékletek a januári 13,9 és a májusi 19,1 fok között váltakoznak, gyenge fagyok előfordulnak. Az évi átlagosan 546 mm csapadék időbeli eloszlása nagyon egyenetlen: a júniustól szeptemberig tartó 4 hónapos időszak alatt hull az éves mennyiség közel 75%-a.
| Hónap                                   | Jan. | Feb. | Már. | Ápr. | Máj. | Jún. | Júl. | Aug. | Szep. | Okt. | Nov. | Dec. | Év   |
| --------------------------------------- | ---- | ---- | ---- | ---- | ---- | ---- | ---- | ---- | ----- | ---- | ---- | ---- | ---- |
| Rekord max. hőmérséklet (°C)            | 32,0 | 34,0 | 36,0 | 38,5 | 38,0 | 37,0 | 35,0 | 35,0 | 33,0  | 35,0 | 33,0 | 36,0 | 38,5 |
| Átlagos max. hőmérséklet (°C)           | 23,7 | 24,7 | 26,7 | 27,9 | 28,3 | 26,3 | 24,7 | 24,5 | 24,5  | 24,7 | 23,9 | 23,4 | 25,3 |
| Átlaghőmérséklet (°C)                   | 13,9 | 15,0 | 16,7 | 18,3 | 19,1 | 18,7 | 17,9 | 17,7 | 17,8  | 16,9 | 15,1 | 14,3 | 16,8 |
| Átlagos min. hőmérséklet (°C)           | 4,2  | 5,2  | 6,8  | 8,6  | 10,0 | 11,2 | 11,1 | 11,0 | 11,0  | 9,1  | 6,2  | 5,2  | 8,3  |
| Rekord min. hőmérséklet (°C)            | −8,0 | −7,0 | −3,0 | 1,0  | 2,0  | 4,5  | 3,0  | 4,0  | −1,0  | −2,0 | −5,0 | −5,0 | −8,0 |
| Átl. csapadékmennyiség (mm)             | 9    | 7    | 10   | 18   | 50   | 89   | 113  | 108  | 92    | 43   | 5    | 3    | 546  |
| Forrás: Servicio Meteorológico Nacional |      |      |      |      |      |      |      |      |       |      |      |      |      |

## Népesség
A kerület népessége a közelmúltban igen gyorsan növekedett:
| Év   | Lakosság |
| ---- | -------- |
| 1990 | 206 700  |
| 1995 | 255 891  |
| 2000 | 302 790  |
| 2005 | 344 106  |
| 2010 | 360 265  |

## Települései
A kerülethez 40 külső település is tartozik, közülük a legnagyobbak lakossága 2010-ben a következőképpen alakult:
| Település                   | Lakosság (2010) |
| --------------------------- | --------------- |
| San Juan Ixtayopan          | 24 120          |
| San Andrés Mixquic          | 13 310          |
| Santa Catarina Yecahuitzotl | 9563            |
| San Nicolás Tetelco         | 4246            |
| San Ignacio de Loyola       | 728             |
| El Paraíso                  | 592             |

## Története
A Tláhuac név a Cuitláhuac navatl nyelvű szó rövidüléséből származik, de hogy ez a hosszabb szó mit jelent, arról többféle elképzelés is létezik. Van, aki szerint egyfajta penészes vízre utal, mások szerint a víz urának énekére, de van olyan feltételezés is, miszerint a víz őrzőjének helyét jelenti.
Tláhuacot az egykori Xochimilcói-tó egy szigetén alapították 1222-ben, első lakói a csicsimékek voltak. Többször elöntötte a víz, de a csinampás termelési rendszernek köszönhetően a település életben maradt és fejlődött. A 14. században az azcapotzalcói tepanékok hódították meg, de később a mexikák visszafoglalták. A spanyolok megérkezése után a ferencesek elkezdték a hittérítést, amit 1554-ben a domonkosok vettek át tőlük.
A Tláhuac körüli tó végleges kiszárítása a 19. század végén kezdődött meg, ekkor épült fel az itt áthaladó vasútvonal is. Egy 1903-as törvény értelmében Tláhuac önálló községként megszűnt, de a forradalom után, 1924-ben Severino Cenicerosnak köszönhetően elszakadhatott Xochimilcótól, 1928 végén pedig önálló kerületté alakult Mexikóvároson belül.

## Turizmus, látnivalók
A kerületben megtekintésre érdemesek a korábbi évszázadok hittérítői által alapított templomok és kolostorok, valamint két múzeum: a Museo Regional de Tláhuac és a Museo Regional de Mixquic, ahol főként régészeti leleteket, ősi művészeti alkotásokat állítottak ki. A kerület két legfontosabb parkja a Bosque de Tláhuac és a Parque de los Olivos, ahova a kikapcsolódni és sportolni vágyók szívesen ellátogatnak. A Lago de los Reyes nevű, 1,9 hektáros tó szintén kedvelt célpontja a helyieknek. Ugyancsak találhatók értékek a természeti környezetben is, például a Mexikói-völgy egyik utolsó megmaradt vizes élőhelye, az úgynevezett Zona de los Humedales.